# Paradoxe de l'épargne
Le paradoxe de l'épargne (ou paradoxe de la frugalité) est un paradoxe économique selon lequel si tous les agents économiques décident d'épargner en même temps, leur épargne sera réduite.

## Histoire

### Premières formulations antiques
Ce paradoxe est évoqué depuis l'Antiquité. Dans l'Ancien Testament, Proverbes, il est écrit que « tel, qui donne libéralement, devient plus riche; Et tel, qui épargne à l'excès, ne fait que s'appauvrir ». 

### Mandeville et laFable des abeilles
Le paradoxe de l'épargne est énoncé, quoique sans être formalisé ni sans que l'auteur ne s'y attarde, en 1714, dans la Fable des abeilles. Bernard de Mandeville retourne la proposition classique selon laquelle l'épargne est bonne pour la société : cette vertu privée provoque un « vice public ».

### Keynes et les keynésiens
Il est enfin popularisé par John Maynard Keynes, qui place la consommation au cœur de sa théorie.
Michał Kalecki, s'il n'est pas à proprement parler keynésien, écrit en 1971 : « Ce qui est avantageux pour un entrepreneur isolé ne l'est pas nécessairement pour l'ensemble des entrepreneurs considérés comme une classe ».

## Concept
L'école classique concevait l'épargne d'une manière positive : elle est le renoncement à une consommation présente en vue d'une consommation future, et constitue l'investissement. Elle a ainsi été valorisée par la science économique au XIXe siècle. Toutefois, montre Keynes, une augmentation de l'épargne se fait au détriment de la consommation. Or, si la consommation baisse du fait d'une hausse de l'épargne, la demande agrégée chutant, les entreprises réduisent leur production et licencient. Ces licenciements réduisent le volume de salaires versés chaque mois, réduisant l'épargne au niveau agrégé.
L'épargne est ainsi l'objet d'un paradoxe : lorsque les agents économiques cherchent individuellement à épargner, ils mettent en danger le système économique tout en entier dès lors qu'un nombre important d'agents pratique l'épargne au même moment. Inciter les ménages à épargner lors des crises économiques est par conséquent contre-productif, car c'est d'une désépargne dont l'économie a alors besoin afin de relancer l'activité.
Le paradoxe de l'épargne est rendu possible par la disjonction entre une logique microéconomique et une logique macroéconomique. Une action logique, ou une affirmation vraie au niveau microéconomique, ne l'est pas nécessairement au niveau agrégé, c'est-à-dire au niveau de toute une société.

## Débats et critiques

### Critique de l'école autrichienne
Friedrich Hayek s'oppose, dans un article de 1929, au paradoxe de l'épargne. Pour celui-ci, le paradoxe se fonde sur une erreur de raisonnement. La structure de production est séquencée en étapes ; l'augmentation de l'épargne est une augmentation de l'investissement qui permet un accroissement des profits dans les étapes ultérieures de la production. Cette argumentation correspond à la thèse de l'école autrichienne selon laquelle l'épargne étant égale à l'investissement, elle ne peut être nocive pour l'économie.